# Intel 80486
Az Intel 80486, ismertebb nevén 486 az Intel által kifejlesztett x86 processzorcsalád egy tagja. 1989-ben mutatkozott be, a 80386 utódaként.

## Leírás
A legjelentősebb változás az előd Intel 80386 típushoz képest az eltérő tokozás (PGA168), illetve az aritmetikai koprocesszor (FPU) integrálása a lapkára. Az Intel 33–100 MHz magfrekvenciával hozta forgalomba, a névleges buszfrekvenciája 33 MHz.

## Az SX kivitel
Az „olcsó” 486 SX kivitel nem tartalmazott koprocesszort (megjelenésekor komoly vitákat váltott ki, hogy a 486SX vagy egy 386-os-e a jobb választás).
A Cyrix (pl. 486DLC 486SLC), és az AMD is készített belőle másolatot.

## AMD
Az AMD processzorok az Intel processzorokkal azonos teljesítményt nyújtottak (azonos órajelen), azonban az AMD az órajel emelésével nagyobb teljesítményt biztosított azonos áron.

## Cyrix
A Cyrix termékek valamivel az Intel, és az AMD teljesítménye alatt maradtak, azonban jelentős árelőnyt biztosítottak.
A Cyrix 5x86 („feljavított” 486-os) processzorokon néhány program futtatásánál időzítési nehézségeket okozott.